# H
H هشتمین حرف از حروف الفبای لاتین است.

## نام و شیوه‌های تلفظ
نام انگلیسی این حرف «اِیچ» (aitch) است، و به صورت/eɪtʃ/ و در زبان فارسی به صورت /εyč?/ (اِیْچ) خوانده می‌شود. نام دیگر این کلمه که کاربرد بسیار کمی در برخی از مناطق دارد «هِیچ» (haitch) است که به صورت /heɪtʃ/ (هِیْچ) تلفظ می‌شود؛ که در زبان فارسی به‌خصوص در حوزه فیزیک، «هاش» هم خوانده می‌شود که برگرفته از تلفظ فرانسوی «اَش» است. آلمانیها به این حرف «ها» می‌گویند.
گویندگان با لهجهٔ انگلیسی بریتانیایی با کاهش سن تمایل بیشتری به تلفظ این حرف به صورت (هِیْچ) نشان می‌دهند. این تمایل از کمتر از ۱۰ درصد در افراد مسن به بیش از ۲۰ درصد در افراد جوان افزایش پیدا می‌کند.

## در نگارش فارسی
این حرف معادل حروف / ه و ح/ در الفبای فارسی می‌باشد.

## کاربردها

### H در دایره

نماد هلیکوپتر نشین

هلیکوپترنشین‌ها معمولاً قسمتی دایره‌شکل دارند به ابعاد مشخص می‌باشد که با حرف H به معنای helicopter نشان داده می‌شود و محدوده فرود هلیکوپتر را مشخص می‌کند.

### در فیزیک
در فیزیک ثابت پلانک با {\displaystyle h} و ثابت پلاک کاهش یافته با ℏ نمایش داده می‌شود.

### در هندسه
در هندسه معمولاً نام ارتفاع را با h که مخفف height است؛ مشخص می‌کنند.

### در نشان‌های راهنمایی و رانندگی
در نشان‌های راهنمایی و رانندگی حرف ایچ بزرگ H، مخفف هاسپیتال Hospital؛ به معنای بیمارستان است.

## نگارخانه

نماد هوندا
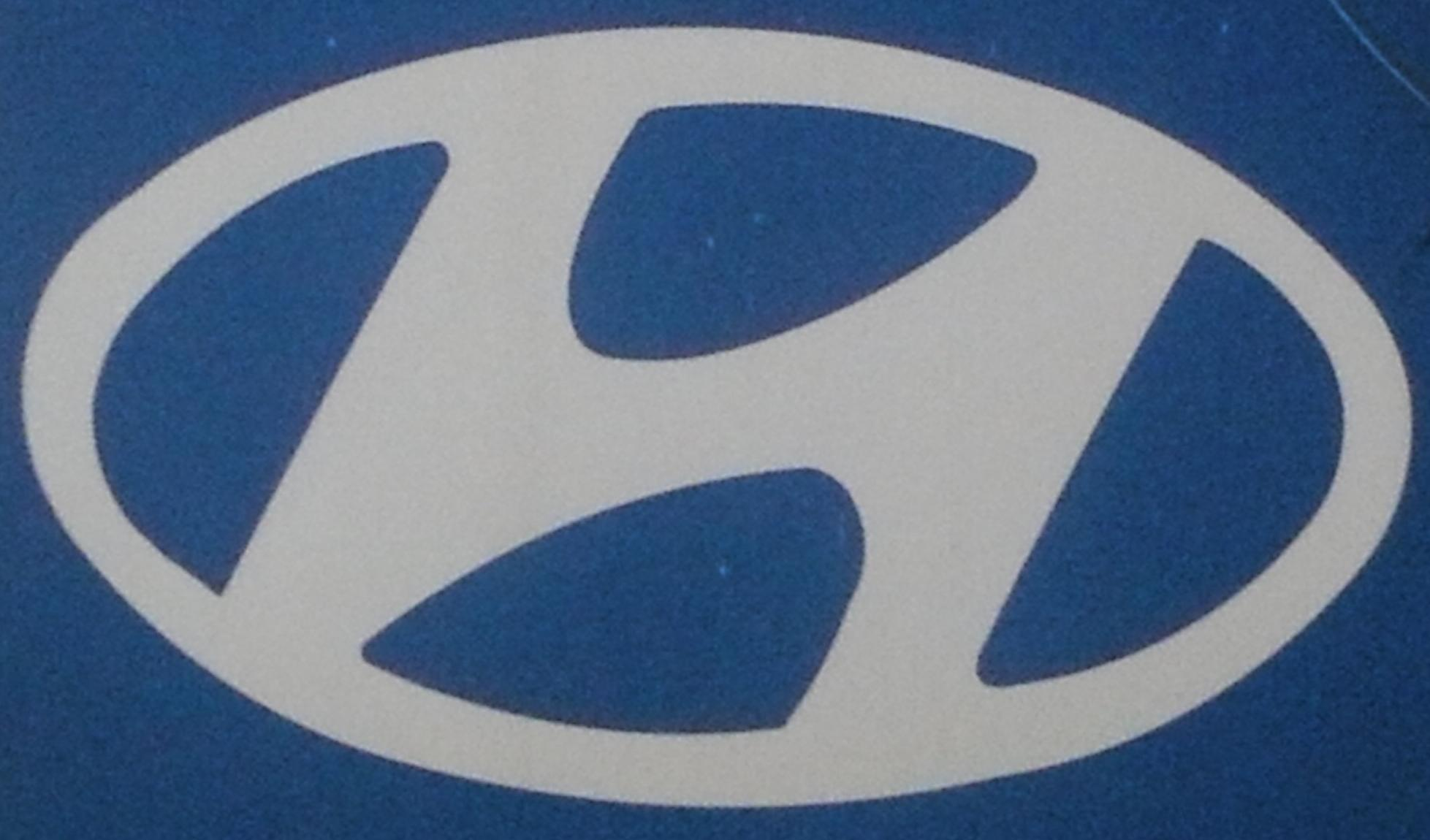
نماد هیوندای
نماد هینو موتورز